# World War II Online: Battleground Europe
World War II Online: Battleground Europe, también conocido por las siglas WWIIOL o BE, es un videojuego multijugador masivo (MMOG) de simulación bélica global y mundo abierto, creado en 2001, cuando se conocía como World War II Online, y que en 2005 pasó a tener su nombre actual. Está desarrollado por las empresas Playnet y la norteamericana (Texas) Cornered Rat Software (CRS), cuyos integrantes suelen ser también jugadores, conocidos por la comunidad como las ratas.

## Contexto o temática
Battleground Europe está ambientado en la Segunda Guerra Mundial simulando, hasta la fecha, la batalla de Francia (a veces simplemente denominada como la Blitzkrieg por Francia) en 1940, en la que Alemania invadió Francia atacando por Bélgica y Holanda, sin que necesariamente el desarrollo del juego y el resultado de la batalla deba ser el mismo que el histórico o real.

## Características
Es un juego para PC (Windows y Mac), específicamente para multijugador en línea. Se puede jugar gratuitamente, con limitación en el tipo de armas que puedes jugar, o de pago por suscripción para acceso completo a la arena de juego.
Es un juego único ya que es difícil englobarlo en un solo género como se describirá a continuación, pero si algo caracteriza a Battleground Europe es hacer suyo el concepto de simulación de Guerra Total, donde los participantes pueden simular y participar en todas las facetas y aspectos de una simulación de guerra, tanto a nivel de estrategia como de acción, individual o colectiva, o incluso histórica.

### Género
Combina el estilo de juegos de acción bélica en primera persona o FPS (Battlefield 1942, Red Orchestra); con un mundo masivo en línea de hasta 10 000 jugadores simultáneos o MMOG, MMORPG (World of Warcraft, Second Life); y la simulación, tanto aérea (WarBirds, Aces High, IL-2 Sturmovik) como blindada, artillera, naval y en general bélica; a la vez que engloba un juego de estrategia militar en tiempo real.

No obstante, actualmente se está empezando a usar un nuevo acrónimo, MMORWS (MMO Real World Simulation, MMO de simulación de un mundo real), que define más exactamente el género de este juego en un ambiente bélico.

### Bandos beligerantes y mapa
Hasta la fecha, en el juego se puede participar en el bando del Eje con la Wehrmacht (ejército alemán), o en el bando de los Aliados con la BEF británica y el ejército francés. Es un simulador de infantería, artillería, blindados, de aviación y naval en un extenso mapa -virtualmente, es quizá el más grande en un videojuego, (escala real 1:2)- que cubre Bélgica, Holanda, Luxemburgo y parte de Francia, Inglaterra y Alemania.

### Países
Los 9 países, potencias o estados, beligerantes representados en el juego son los siguientes, aunque solo 3 de ellos están activados () actualmente y uno de ellos se encuentra en estado de desarrollo (Italia):
- Eje:
  -  Alemania nazi ( Wehrmacht)
  -  Reino de Italia ()
  -  Imperio del Japón ()

- Aliados:
  -  Imperio británico ( BEF)
  -  Francia ( Fuerzas armadas francesas)
  -  Estados Unidos ()
  -  Unión Soviética ( Ejército Rojo)
  - Commonwealth ()
  -  República de China ()

### Teatros
Aunque, como se ha dicho, actualmente el mapa del juego engloba el teatro europeo occidental, los planes de desarrollo siempre tuvieron y tienen la pretensión de abarcar todos los teatros del conflicto en Europa y el Pacífico, siendo la Campaña en África del Norte el siguiente teatro a desarrollar, en forma de expansión, junto con el bando italiano de la contienda, entre otras propuestas futuras.
De hecho, el juego está preparado actualmente para gestionar los 9 países anteriormente citados y con un mapa desarrollado más grande que el entorno actual del juego en Europa.

### El mapa
El mapa del juego o el terreno real por donde el jugador puede moverse libremente, es probablemente el mapa virtual más grande (exceptuando los simuladores de aviación civil o de submarinos) y detallado disponible en un videojuego. Centrado en la línea Maginot, ocupa una superficie que representa un rectángulo 2D de unos 30.000 km² (230 x 120, 27.600 km²) a escala real 1:2 horizontalmente, simulando el frente occidental del teatro europeo con una resolución satélite de 800 m.

Un simple cálculo nos dice que se tardaría aproximadamente 1 hora (real) en cruzar (virtualmente) el mapa de forma horizontal a una velocidad de 230 km/h.
Aunque el mapa disponible es más grande aún, estos son datos para el entorno real y actual del juego, que se escala sin proyecciones a 1:1 verticalmente y 1:2 horizontalmente, es decir, sin representar el ecuador ni los polos, pero con la posibilidad de usar un sistema de coordenadas:

Este sistema va desde los 6 grados Oeste hasta los 14,5 grados Este de longitud; y desde los 44,5 grados hasta los 61 grados Norte de latitud.
En concreto desde: Oslo a Venecia (Norte-Sur), y de Berlín hasta parte de Dublín (Este-Oeste). 
Técnicamente, está dividido en octetos de 800 m², cuyo terreno es generado actualmente con el motor propietario Terrain I; representando de forma totalmente precisa -con desviaciones de +-400 m a escala- alturas y cualquier tipo de accidente geográfico como pendientes, valles, montañas y ríos. Además, representa la posición geográfica y distribución de las ciudades en la época del conflicto: puentes, edificios... al margen de las ubicaciones estratégicas propias del juego.

## Adquisición
Desde el 5 de septiembre de 2017 se puede adquirir en la plataforma en línea de videojuegos Steam, o bien hacerlo por descarga directa desde la página web oficial del https://www.wwiionline.com/ (enlace roto disponible en Internet Archive; véase el historial, la primera versión y la última).. Durante los primeros años de su lanzamiento, el juego podía adquirirse también físicamente en tiendas. 

### Precio
Aunque existe una modalidad de juego gratuita, el World War II Online basa su modelo de negocio en el pago de suscripción., habiendo dos modalidades diferenciadas: Cuenta Starter y Cuenta Prémium. 
Al cambio de moneda en septiembre de 2017 ($1 USD = 0.84 EUR), las cuotas son: 
- Prémium: 14.99 USD / 12.61 EUR al mes.
- Starter: 7.99 USD / 6.72 EUR al mes.

### Modalidad Free to Play (F2P) y promociones
Es posible jugar al World War II Online de manera gratuita permanentemente con una cuenta "Free to Play". Sin embargo, el usuario tiene acceso limitado al arsenal y variedad de armamento disponible. En fuerzas de tierra, limitándose básicamente al uso del Rifle común no semiautomático y a un número reservado de armas automáticas de combate cerrado (SMG) y vehículos de transporte, así como blindados y cañones ligeros. En cuanto al uso de fuerzas aéreas y marinas, también es posible el uso de las unidades más básicas.
Periódicamente, World War II Online lanza la promoción conocida como Welcome Back Soldier (WBS), que durante un tiempo de duración determinada, reactiva gratuitamente las cuentas de todos los jugadores que alguna vez haya abierto una y que, en esos momentos, esté inactiva.

## Escuadras (Squads)
Conocidos en otros juegos o contextos de rol como clanes, habitualmente los jugadores de World War II Online se suelen agrupar, tanto externa como internamente, en escuadras -o también denominadas en español squads por su traducción inglesa-, aunque con un grado de compromiso mayor, dadas las características del sistema de juego (el juego en equipo, además de incentivarse mucho, es imperante). Además, el sistema de escuadras es un nivel organizativo básico en la estructura de los ejércitos del juego ejerciendo como unidades.
Tampoco es necesario que dichas escuadras representen a grupos reales del conflicto, aunque, de hecho, suele ser habitual que lo hagan, siempre desde el punto de vista militar, nunca más allá de este aspecto con relación al juego.

### Grupos de jugadores hispanos en Battleground Europe
Estos son algunos de los grupos (escuadras, squads) de habla española que están o han estado activos en el juego:
- Aliados:
  - 1SC (1st Spanish Company). Representa a la histórica Spanish Company Number One (1.ª Compañía Española o Número Uno) del Royal Pioneer Corps, en la BEF.[18]
  - 9cia (9ª Compañía). Representa a La Nueve o Novena Compañía, en el ejército francés (inactiva).

- Eje:
  - 250H (250 Hispana).
  - 300bia (300 Batallón Ingenieros de Asalto).
  - 503 ABT (Schwere Panzer Abteilungen 503). Representa al 503rd Heavy Panzer Battalion de Panzers Pesados.[19]
  - 15-DAK (15ª División Pánzer Afrika Korps). Representa a la 15.ª División Panzer de la Wehrmacht.[20]

- Ambos bandos:
  - 22 SAS Regiment Squad Spain (22SAS). Aunque existe el regimiento real 22.º SAS del Servicio Aéreo Especial (SAS) británico, no hay constancia de que lo representen.[21]

### Generales
- Battleground Europe. Sitio oficial (en inglés).
- Segunda Guerra Mundial Online - WWIIOL. Sitio oficial del juego para jugadores hispanos (en español).
- Wiretap. Servicio, no oficial aunque sí gestionado por Playnet, de datos dinámicos del juego (en inglés).

### Foros
- Battleground Europe Forums. Foros oficiales (en inglés).
- Battleground Europe Forums. Foro oficial de habla española (en español).

### Wikis
- Battleground Europe Wiki (enlace roto disponible en Internet Archive; véase el historial, la primera versión y la última).. Wiki oficial del juego (en inglés).
- 1SCPedia. Wiki registrada oficial del grupo o escuadra aliada «1SC» (1st Spanish Company) (en español).

- Datos: Q2571698